# Leonid Fiedoruk
Leonid Fiedoruk (ur. 17 lipca 1914 w Janowie k. Bielska Podlaskiego, zm. 8 sierpnia 1944 pod Ankoną) – polski lekkoatleta, specjalista pchnięcia kulą i rzutu dyskiem, podporucznik broni pancernych Wojska Polskiego i Polskich Sił Zbrojnych na Zachodzie.
Był mistrzem Polski w rzucie dyskiem w 1938 i 1939, wicemistrzem w rzucie dyskiem w 1937 i pchnięciu kulą w 1938 i 1939 oraz brązowym medalistą w pchnięciu kulą w 1935. Był też srebrnym medalistą halowych mistrzostw Polski w pchnięciu kulą w 1937.
Trzykrotnie ustanawiał rekordy Polski: w rzucie dyskiem 46,36 m (8 sierpnia 1937, Warszawa) i 46,98 m (5 czerwca 1938, Wilno), a także w rzucie dyskiem oburącz 77,15 (15 maja 1938, Warszawa). 20 sierpnia 1939 w Grodnie uzyskał w rzucie dyskiem rezultat 47,10 m, ale nie został on zatwierdzony jako rekord Polski z powodu wybuchu II wojny światowej.
W latach 1936–1939 wystąpił w siedmiu meczach reprezentacji Polski (11 startów), odnosząc 2 zwycięstwa indywidualne.
Rekordy życiowe:
- pchnięcie kulą – 14,79 m (19 września 1936. Warszawa)
- rzut dyskiem – 47,10 m (10 sierpnia 1939, Grodno)

Był zawodnikiem klubów: Cresovia Grodno (1931-1933), Strzelec Wilno (1934), Pocztowe PW Wilno (1935-36) i Warszawianka (1936-1939).
Ukończył Szkołę Podchorążych Broni Pancernych w Modlinie (1936-1937). W kampanii wrześniowej uczestniczył w stopniu sierżanta podchorążego rezerwy w składzie 8 batalionu pancernego. 13 września 1939 otrzymał promocję na stopień podporucznika ze starszeństwem z dniem 1 września.
Wzięty do niewoli przez Armię Czerwoną, był więziony w Kozielsku, Juchnowie (Pawliszczew Bor) i obozu jenieckiego NKWD w Griazowcu. Wstąpił do Armii Andersa, opuścił z nią ZSRR. Służył w 4 pułku pancernym „Skorpion”. Walczył w kampanii afrykańskiej i kampanii włoskiej, m.in. w bitwie o Monte Cassino. Został odznaczony Krzyżem Srebrnym Orderu Virtuti Militari. Poległ pod Ankoną 8 sierpnia 1944. Pochowany był na Polskim Cmentarzu Wojennym w Loreto], później ekshumowany.